# Rocinela niponia
Rocinela niponia is een pissebed uit de familie Aegidae. De wetenschappelijke naam van de soort is voor het eerst geldig gepubliceerd in 1909 door Harriet Richardson.